# Provenzano DJ
Pour les articles homonymes, voir Provenzano.
Provenzano DJ, de son vrai nom Amerigo Provenzano (né le 3 décembre 1970 à Rome), est un disc jockey et producteur italien.

## Biographie
Amerigo Provenzano déclare : « La musique me fait sentir libre, vivant, heureux ! Transmettre ces émotions, c'est mon plus grand rêve ». Amerigo travaille à la radio italienne m2o, avec son programme Out of Mind du lundi au samedi de 15 h à 17 h, (rebaptisé en été: Out of Mind Summer Live), et le dimanche avec Out of Mind Sunday Live à partir de 16 h où il mixe en direct depuis des discothèques. Il est également présent sur la chaine de télévision musicale All Music où il mixe le samedi de 22h à 1h avec le programme m2 All Shock.
Il mixe toutes les compilations officielles de la radio M2O M2O Compilation du volume 1 initié en 2003 au Volume 18 sorti en juin 2008, et obtenant ainsi quatre disques d'or[réf. nécessaire]. Ces compilations sont des succès commerciaux et connaissent une grande popularité en Italie chez les passionnés de house et d'electro. Amerigo Provenzano réalise aussi la première compilation en Italie sur le support Dual Disk : M2o the Dance Night suivi par M2 All Shock Volume 2 et 3, compilations devenues par la suite un programme où Provenzano mixe en vidéo les tubes du moment.
Il est responsable avec Elio Milani de la Faculté de disc jockey à l'université de la musique de Rome, où il dirige des cours de formation pour DJ professionnels.
Il réalise de nombreux titres dont les derniers I'm Waiting (feat Lizzy B), Devotion (feat Lizzy B) et Chains of Love (feat Max'C) du genre house et electro, et remixes pour des DJ notoires comme Axwell, Laurent Wolf, Oliver Giacomotto, Mario Fargetta (Get Far), Noël Sinner ou Roberto Molinaro, mais aussi pour des artistes comme Fiorello, Checco Zalone, Tiziano Ferro et Zero Assoluto.
En 2017, il continue de mixer.

## Discographie
- Bolognesi and Provenzano - Un altro giorno è già andato
- Provenzano DJ fet. Lizzy B. - Funny Day
- P_DJ feat. Lizzy B. - Funny Day Remixes
- P_DJ feat. Sonya - Go Go (to the Disco)
- Molinaro and Provenzano - Running Up
- Provenzano DJ feat. Lizzy B - Sound is Back
- Molinaro and Provenzano - It's Gonna Be
- Provenzano and Promiseland - Let Me Be
- 2006 : Provenzano DJ feat. Lizzy B - Vibe
- 2007 : Provenzano DJ feat. Lizzy B - Right or Wrong
- 2007 : Provenzano DJ & Danijay - Catch Me
- 2007 : Provenzano DJ & Danijay - Ride The Way (90 Fever Mix)
- 2007 : Provenzano DJ feat. Lizzy B. - I'm Waiting
- 2007 : Provenzano DJ - Devotion
- 2008 : Provenzano feat. Max C. - Chains of Love
- 2009 : Provenzano feat. Ranucci & Pelusi - Midory Shower
- 2009 : Provenzano feat. Max C. - Where Did You Go
- 2009 : Provenzano feat. Ranucci and Pelusi - A.R.I.A.
- 2009 : Provenzano - Life Goes On
- 2010 : Provenzano DJ & Promiseland - You Can't Stop the Love
- 2010 : Provenzano feat. Andy P - Side By Side
- 2011 : Provenzano pres. The Fabolous - Mariguana Cha Cha Cha
- 2011 : Provenzano feat. Monnalisa - Non Ce L'Hai
- 2012 : Provenzano and Hanry Jhon Morgan Morgan feat. The Audio Dogs - Turn You On
- Provenzano and Formal Monkeys - You're

### Compilations
- Top Ten Dance Volume 1-2
- Rds Dance Volume 1-3
- Rds Dance Estate
- Rds Dance Volume 5 Balla
- Hit Mania Dance Volume 1-3
- Hit Mania Dance Estate
- Hit Parade Dance
- m2o Compilation Volume 1-29
- Non-Stop Dance
- Radio Cipolla
- m2o The Dance Night Dualdisc volume 1
- m2 All Shock Dualdisc Volume 2
- m2 All Shock Dualdisc Volume 3-4
- [jump]2 The Dancefloor Volume 1-4

### Remixes
- The Soundlovers - Hyperfolk (Vanni G vs. Provenzano DJ Rmx)
- 2 In A Room - Wiggle It (Provenzano DJ Rmx)
- Roberto Molinaro - Red Code (Provenzano DJ Rmx)
- Master of Science - Power Rock (Provenzano DJ Rmx)
- Zero Assoluto - Semplicemente (Provenzano DJ Rmx)
- Haiducii - More 'n' More (Provenzano + Promiseland Rmx)
- Clubhouse - Speed of Sound (Provenzano DJ Rmx)
- Cosmo - Inno di Mameli (Provenzano DJ Rmx)
- Be Angel feat. Mc Two - Don't Close Your Eyes (Provenzano + Promise Land Rmx)
- Sophie - C'est l'amour (Hard Dance Style Rmx)
- Manu L.J. - Feel Alright (Provenzano DJ Rmx)
- Manu L.J. - Until the Morning (Provenzano DJ Rmx)
- Checco Zalone - Siamo Una Squadra Fortissimi (Provenzano + Promise Land Rmx)
- Noise Mission - Tarantella Party (Provenzano & Promiseland Hard Mix) + (Provenzano & Promise Land Soft Mix)
- Haiducii - Boom Boom (Provenzano & Promiseland Rmx)
- Supawet - Wash the Floor (Provenzano DJ Rmx)
- Chiara Robiony feat. The Axcess - Monday U Leave Me (Blastaar Rmx)
- Juergens - Love the Music Play (Provenzano DJ Mash Up)
- Paris Tears - Shout Couture (Provenzano DJ Mash Up)
- DJ Gee Mp vs. Lizzy B - Racing In Love (Provenzano + Promiseland Remix)
- Starkillers vs Double You - Don't Go Discoteka (Provenzano DJ Mash Up)
- Be Angel - Say You Love Me (Provenzano + Promiseland Remix)
- Giacomotto vs. The Fog - Robot Needs Time (Provenzano DJ Mash Up)
- Axwell and Ingrosso vs. Salem Al Fakir - It's True (Provenzano and Promiseland Remix)
- Noel Sinner feat. MC Miker G. - Pull Over Show The Bass (Provenzano DJ Mash Up)
- Juice String - Sex Weed (Provenzano and Promiseland Remix)
- Fiorello - Chi Siamo Noi (Provenzano and Promiseland Rmx)
- Falasca Contest - Once Again (Provenzano and Promiseland Rmx)
- Get Far Feat. Sagi Rei - All I Need (Provenzano and PromiseLand Rmx)
- Be Angel - Child (Provenzano and PromiseLand Rmx)
- Lizzy B and Davide Borri vs. Dave Darell - Baby When the Lights and Children (Provenzano DJ Mash Up)
- Laurent Wolf - No Stress (Provenzano, Ranucci and Pelusi Remix)
- Fedde Le Grand feat. Mitch Crown - Scared of Me (Provenzano, Ranucci & Pelusi Remix)
- Greg Cerrone - Taking Control of You (Provenzano, Ranucci & Pelusi Remix)
- Steve Angello, Sebastian Ingrosso, Axwell & Laidback Luke feat. Deborah Cox - Leave the World Behind (Provenzano, Ranucci and Pelusi Remix)
- Bingo Players feat. Dan'thony - I Will Follow (Theme Fit for Free Dance Parade) (Provenzano, Ranucci & Pelusi Remix)
- Promiseland - Last Night A DJ Saved My Life (Provenzano, Ranucci and Pelusi Remix)
- Promiseland - We Save Your Life (Provenzano, Ranucci and Pelusi Remix)
- Fedde Le Grand feat. Mr. V - Back and Forth (Provenzano and Promiseland Remix)
- Dabruck & Klein feat. Michael Feiner - The Feeling (Provenzano and Promiseland Remix)
- Andrea Paci, Francesco Ienco feat. Andrea Love - Twilight (Provenzano and Promiseland P-R-P Remix)
- Pee4Tee feat. Emmanuela - La Musica Tremenda (Provenzano Remix)
- Leonia - Fantasy (Provenzano Remix)
- Falaska - Nobody (Provenzano, Ranucci an Pelusi Remix)
- Luca Ruco feat. Sherrita - Just Believe (Provenzano Remix)
- Jaykay feat. Flo Rida - What the Girls Like (Provenzano Aka Reder8 Remix)
- Luca Ruco - I Like It (Provenzano Remix)
- Ricky Castelli and LA19 vs. Jack Ross and LDB - Criminal 4 Love (Provenzano Remix)
- Edward Maya feat. Vika Jiulina - Desert Rain (Provenzano DJ Remix)
- Liviu Hodor feat. Mona - Sweet Love (Pdj & Felipe C Remix)
- Claudio Caccini feat. Andrea Love - We Gotta Love (Provenzano Remix)
- Sergio Matina & Gabry Sanguinenti - Sound of Freedom (Provenzano Club Remix)
- Andrea Masllo - Dreamgirl (Provenzano DJ Remix)
- DJ Falaska - I Can Change (Provenzano Remix)

#### Hard Dance Style Remix
- Groundbeat - Bohemian Rhapsody
- Triangle of Italy - Labyrinth
- 20 Code - Progressive Attack
- Hans Zimmer - He's A Pirate
- Italian Style - E Penso A Te
- Tiziano Ferro - Stop! Dimentica
- Circus - The Sheltering Sky
- Cosmic Gate - Over The Fire Wire
- Groundbeat - Tweak
- After Club - I'll Be Missing You
- Trilogy - Don't Leave Me Now
- Terminal Dream - Poesia Senza Parole
- After Club - Gigi's Violin
- Molinaro & Provenzano - It's Gonna Be
- Gigi's Traxx – Got The Violin
- Peplab vs. M@d - Welcome Pony
- Provenzano and Promise Land - Let Me Be
- Ice MC and Datura - Infinity Way
- Claudio Lancini - Everybody Elettriko
- Ice MC and Da Blitz - It's A Rainy Day With Me
- Terminal - Poem Without Words
- Danijay - L'impazienza
- Rossini and Maverick - Future Mind
- DJ Nick - Hearts Entwine
- Gigi D'Agostino - Wellfare
- Roberto Molinaro - Red Code
- Molinaro and Provenzano - Running Up
- Infernal - From Paris to Berlin
- Clubraiders - Move Your Hands Up
- Provenzano DJ feat. Lizzy B. - Sound Is Back
- Luca Zeta - Star
- DJ Rob vs. Bar feat. Roxy - Come Together
- DB Reloaded - Revenge
- Drunkenmunky - Calabria
- Peter Presta Project - Where Is Osama
- Paperboy - Special Day
- Brothers - Memories
- Provenzano DJ feat. Sonia - Go Go (To The Disco)
- Spankox - To the Club
- Florida Inc. - I Need Your Lovin’
- Kurd Maverick - Lonely Star
- Thomas - You Will Fly
- Girasole - Pandora

### Projets
- Double Dare - Believe in me
- Double Dare - We Belong
- Double Dare - I Believe
- Double Dare - I B. (?)
- Double Dare - Take me to the river
- Double Dare - Take me over
- Italian Deejays - Eurofolk
- Italian Deejays - The Story Goes On
- Rumble Pit – No Alla Pirateria
- Blastaar - Stupid!
- Disco Loco - Disfactio Total
- Mr.Potsie - Miracle
- Remote Zero - Electronique
- Remote Zero - Beachball
- Reder8 - Amazing
- Glidness - Imagination